# 卡雷利 (格鲁吉亚)
卡雷利是格魯吉亞内卡尔特利大区卡雷利市鎮的城鎮及其行政中心。位於首都第比利斯以西94公里的庫拉河右岸，海拔高度620米，受亞熱帶氣候影響，2014年人口6,654。